# Rząd Szálasiego

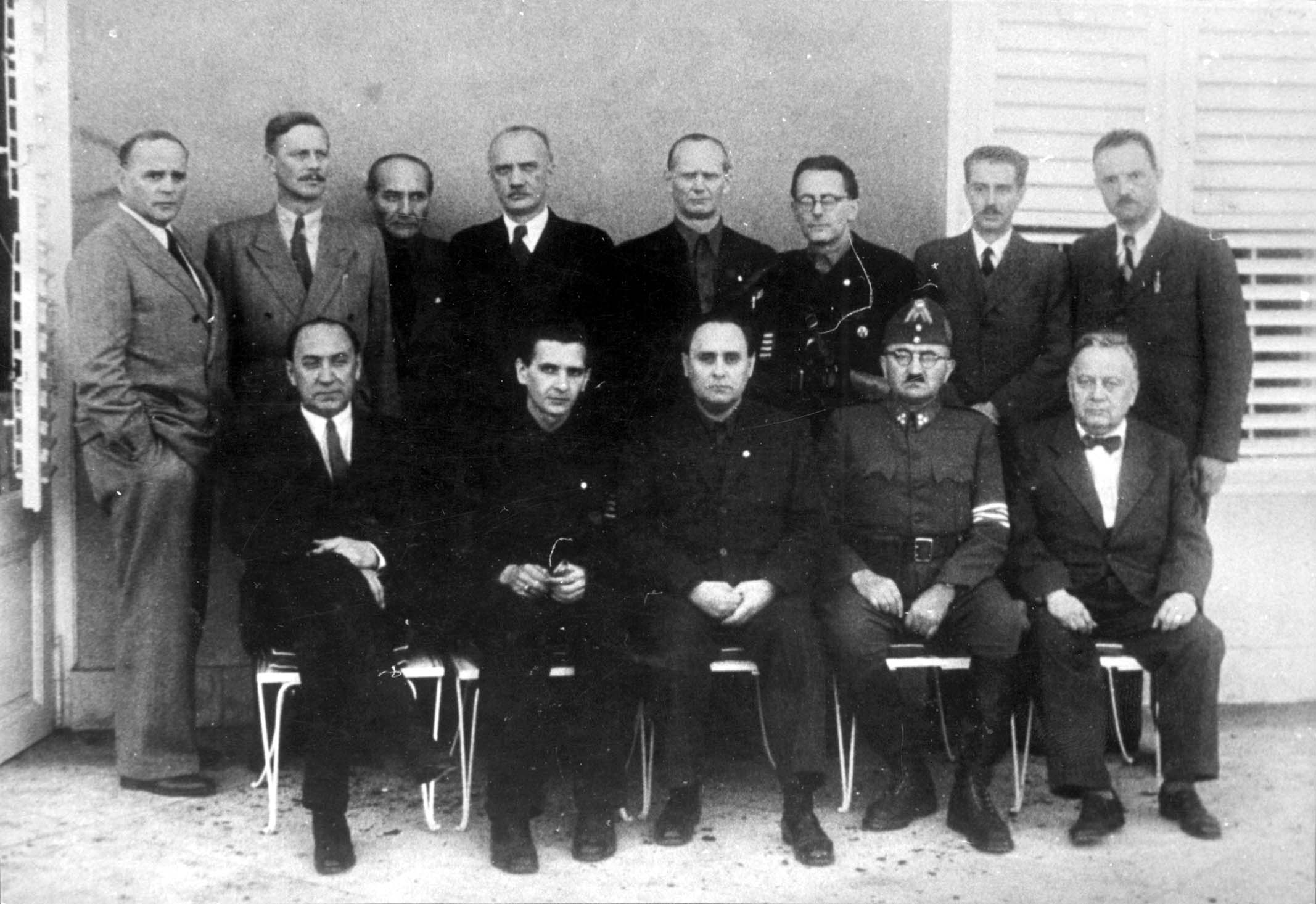
Rząd Jedności Narodowej

Herb Węgier w okresie sprawowania władzy przez Rząd Jedności Narodowej

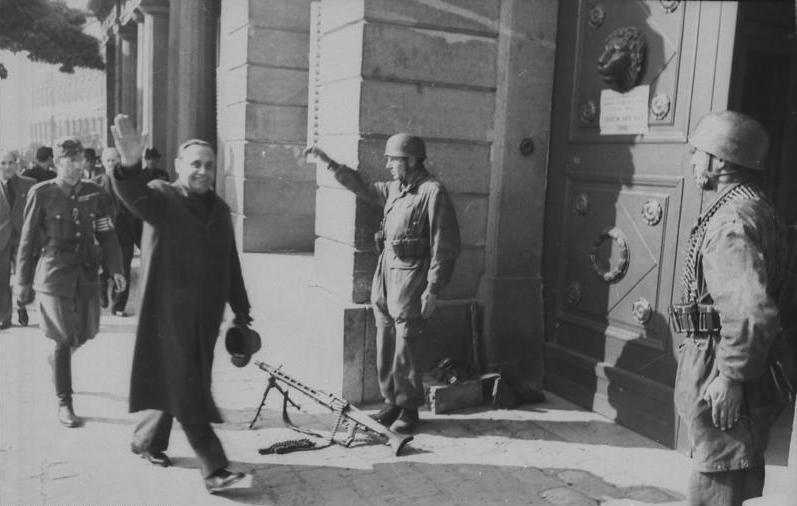
Ferenc Szálasi wchodzi do pałacu Sándora w Budapeszcie krótko po przejęciu władzy

Rząd Szálasiego (oficjalnie Rząd Jedności Narodowej) – krótko istniejący u schyłku II wojny światowej marionetkowy rząd węgierski kolaborujący z III Rzeszą. Jego utworzenie zostało ogłoszone w poniedziałek 16 października 1944 roku, po tym, jak dzień wcześniej obalono regenta Węgier, admirała Miklósa Horthyego w przeprowadzonej przez Niemców oraz faszystowskich Węgrów operacji Panzerfaust. Na czele rządu stanął Ferenc Szálasi, przywódca faszystowskiego ugrupowania Strzałokrzyżowców, który oprócz urzędu premiera przejął także uprawnienia regenta jako „Przywódca Narodu” (Nemzetvezető). Rząd Jedności Narodowej był całkowicie zależny od nazistowskich Niemiec (nieporównywalnie bardziej niż poprzednie rządy węgierskie w latach 1939–1945).
Głównym celem powstania nowego gabinetu była potrzeba utrzymania Węgier w wojnie przeciwko ZSRR, zarówno przez Niemców jak i węgierskich faszystów. Objęcie władzy przez Szálasiego zapewniało kontynuowanie walk za wszelką cenę. Dalsza walka Węgier zapewniała dostarczenie dodatkowych sił dla walczących na froncie wschodnim Niemców, a także utrzymanie frontu bałkańskiego, który umożliwiał sukcesywny odwrót sił niemieckich z południowo-wschodniej Europy.
Kumulacja stanowiska premiera i głowy państwa teoretycznie dawała Szálasiemu władzę dyktatorską. W swoich odezwach nie ukrywał on, że chce przebudować gruntownie kraj w duchu nazistowskim. Powstanie faszystowskiego gabinetu (oraz okupacja niemiecka) formalnie jednak nie przerwały ciągłości państwowości węgierskiej. Formalnie w dalszym ciągu istniało Królestwo Węgier (nie powstało faszystowskie państwo na wzór Włoskiej Republiki Socjalnej).

## Historia
Rząd Szálasiego dysponował niewielkimi możliwościami sprawowania realnej władzy. Z jednej strony ograniczała go wszechwładza niemieckiego okupanta (frontowego dowództwa Wehrmachtu oraz Edmunda Veesenmayera – pełnomocnika Rzeszy na Węgrzech), z drugiej strony Armia Czerwona w szybkim tempie zajmowała kolejne obszary Węgier, docierając pod bramy Budapesztu, którego oblężenie rozpoczęło się 29 grudnia 1944 roku. Jednocześnie, 22 grudnia, w opanowanym przez Sowietów Debreczynie został powołany nowy, konkurencyjny wobec Szálasiego, promoskiewski rząd Królestwa Węgier, z Bélą Miklósem na czele.
Strzałokrzyżowcy działali na polu propagandowym, mobilizując ludność do oporu przeciw Sowietom, czynnie brali też udział w mordowaniu pozostałych jeszcze na Węgrzech Żydów. Zaostrzono zarządzenia dotyczące sądów doraźnych, rozszerzono zakres stosowania kary śmierci, ograniczono sprzedaż alkoholu i zawieszono zajęcia w szkołach wyższych.
W marcu 1945 roku siły niemiecko-węgierskie rozpoczęły ostatnią, rozpaczliwą ofensywę na pozycje sowieckie (Operacja Frühlingserwachen). Mimo znacznych sukcesów terytorialnych, po dziesięciu dniach ofensywa została ostatecznie zatrzymana przez Sowietów, którzy przeprowadzili własne kontruderzenie. Dnia 28 marca 1945 roku Szálasi wraz z rządem uciekł do Niemiec. Do początku kwietnia całe terytorium Węgier zostało zajęte przez wojska sowieckie. Ferenc Szálasi został wzięty do niewoli przez wojska amerykańskie 6 maja 1945 roku. Formalnie gabinet Szálasiego przestał działać 7 maja 1945 roku. Szálasi został przekazany Węgrom przez Amerykanów. W 1946 roku odbyła się rozprawa sądowa, w której został skazany na karę śmierci. Wyrok został wykonany 12 marca 1946 roku.